# 探検王国 そんなことアルマジロ
『探検王国 そんなことアルマジロ』（たんけんおうこく そんなことアルマジロ）は、1996年4月7日から1998年3月29日まで、テレビ朝日系列と日本テレビ系列の北日本放送で毎週日曜 9:30 - 10:00 （JST）に放送された、朝日放送制作の紀行番組。
芸能人やスポーツ関係者の親子（たいていは親の方が芸能人やスポーツ関係者）が、自然の中で様々な体験をするのが主な番組内容。体験に際してはその道のエキスパートが同行することも多かった。

## 声の出演
- ナレーター：TARAKO - 稀に放送される傑作選において、TARAKO本人が顔出し出演することもあった。
- アルマジロの声：島田敏

## 放送局
| 放送対象地域   | 放送局           | 系列           | 備考                   |
| -------------- | ---------------- | -------------- | ---------------------- |
| 近畿広域圏     | 朝日放送         | テレビ朝日系列 | 制作局                 |
| 関東広域圏     | テレビ朝日       | テレビ朝日系列 |                        |
| 北海道         | 北海道テレビ     | テレビ朝日系列 |                        |
| 青森県         | 青森朝日放送     | テレビ朝日系列 |                        |
| 岩手県         | 岩手朝日テレビ   | テレビ朝日系列 | 1996年10月の開局時から |
| 宮城県         | 東日本放送       | テレビ朝日系列 |                        |
| 秋田県         | 秋田朝日放送     | テレビ朝日系列 |                        |
| 山形県         | 山形テレビ       | テレビ朝日系列 |                        |
| 福島県         | 福島放送         | テレビ朝日系列 |                        |
| 新潟県         | 新潟テレビ21     | テレビ朝日系列 |                        |
| 長野県         | 長野朝日放送     | テレビ朝日系列 |                        |
| 静岡県         | 静岡朝日テレビ   | テレビ朝日系列 |                        |
| 富山県         | 北日本放送       | 日本テレビ系列 |                        |
| 石川県         | 北陸朝日放送     | テレビ朝日系列 |                        |
| 中京広域圏     | 名古屋テレビ     | テレビ朝日系列 |                        |
| 広島県         | 広島ホームテレビ | テレビ朝日系列 |                        |
| 山口県         | 山口朝日放送     | テレビ朝日系列 |                        |
| 香川県・岡山県 | 瀬戸内海放送     | テレビ朝日系列 |                        |
| 愛媛県         | 愛媛朝日テレビ   | テレビ朝日系列 |                        |
| 福岡県         | 九州朝日放送     | テレビ朝日系列 |                        |
| 長崎県         | 長崎文化放送     | テレビ朝日系列 |                        |
| 熊本県         | 熊本朝日放送     | テレビ朝日系列 |                        |
| 大分県         | 大分朝日放送     | テレビ朝日系列 |                        |
| 鹿児島県       | 鹿児島放送       | テレビ朝日系列 |                        |
| 沖縄県         | 琉球朝日放送     | テレビ朝日系列 |                        |